# Anthony Tuckney
Anthony Tuckney (septembre 1599, Kirton-in-Holland - février 1670) est un théologien et érudit puritain anglais.

## Biographie
Anthony Tuckney fait ses études à l'Emmanuel College de Cambridge et y est boursier de 1619 à 1630 . Il est prédicateur de ville à Boston, dans le Lincolnshire, à partir de 1629 et en 1633, succède à John Cotton comme vicaire de l'église Saint-Botolphe de Boston.
Tuckney est le président du comité de l'Assemblée de Westminster en 1643 et est responsable de sa section sur le Décalogue dans le "Larger Catéchisme". De 1645 à 1653, il est maître d'Emmanuel college puis de 1653 à 1661 maître du St John's College de Cambridge. En 1655, il devient professeur Regius de théologie à Cambridge - alors siège de la pensée puritaine.
En tant que maître de St John's, il défend sa pratique consistant à donner des bourses pour «l'apprentissage» plutôt que pour la «piété»: «Avec leur piété, ils peuvent me tromper, avec leur apprentissage, ils ne le peuvent pas» .
Après la Restauration anglaise en 1660, il est démis de ses fonctions et se retire de la vie professionnelle. Il n'est pas un polémiste fréquent, seules ses réponses aux lettres de Benjamin Whichcote (publiées en 1753) témoignant de ses soupçons sur le rationalisme et les platoniciens de Cambridge.